# Apostolska nunciatura v Turčiji
Apostolska nunciatura v Turčiji je diplomatsko prestavništvo (veleposlaništvo) Svetega sedeža v Turčiji, ki ima sedež v Ankari; ustanovljena je bila leta 1868.
Trenutni apostolski nuncij je Antonio Lucibello.

## Seznam apostolskih nuncijev
- Augusto Bonetti (6. maj 1887 - ?)
- Ernesto Eugenio Filippi (31. marec 1923 - 6. april 1925)
- Angelo Rotta (6. junij 1925 - 20. marec 1930)
- Angelo Giuseppe Roncalli (12. januar 1935 - 23. december 1944)
- Andrea Cassulo (3. junij 1947 - 9. januar 1952)
- Paolo Bertoli (24. marec 1952 - 7. maj 1953)
- Giacomo Testa (18. junij 1953 - 1959)
- Francesco Lardone (1959 - 1966)
- Saverio Zupi (30. avgust 1966 - 1969)
- Salvatore Asta (7. junij 1969 - 1984)
- Sergio Sebastiani (8. januar 1985 - 15. november 1994)
- Pier Luigi Celata (6. februar 1995 - 3. april 1997)
- Luigi Conti (15. maj 1999 - 8. avgust 2001)
- Edmond Y. Farhat (11. december 2001 - 26. julij 2005)
- Antonio Lucibello (27. avgust 2005 - danes)